# Arlene McCarthy
Arlene McCarthy (n. 10 octombrie 1960) este un om politic britanic, membru al Parlamentului European în perioadele 1994-1999, 1999-2004 și 2004-2009 din partea Regatului Unit.
1. 1 2  Deputații în Parlamentul European